# Đới nâng đông Thái Bình Dương

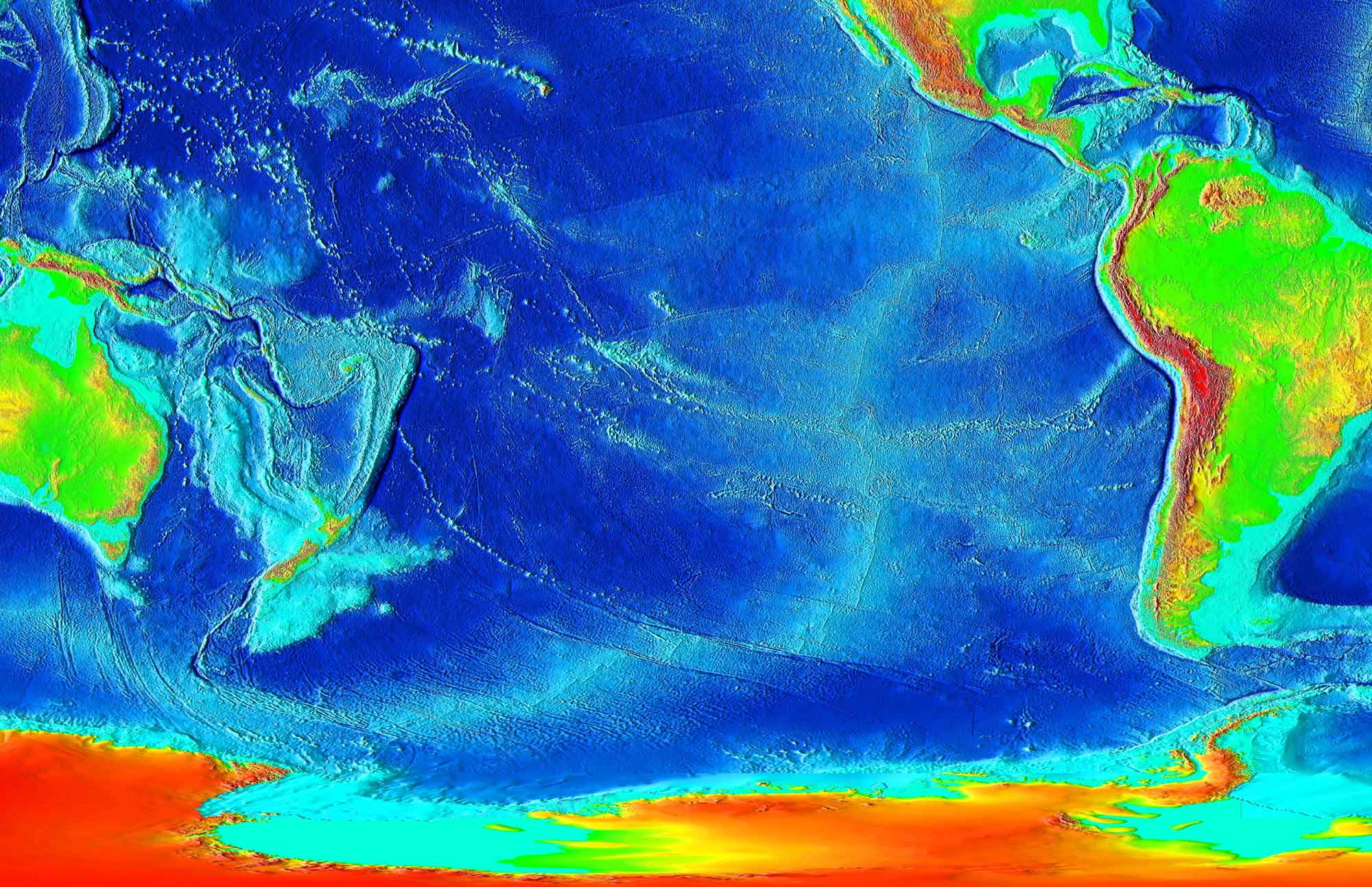
Đới nâng đông Thái Bình Dương

Đới nâng đông Thái Bình Dương là một sống núi giữa đại dương, cũng là ranh giới mảng kiến tạo phát triển trên đáy của Thái Bình Dương. Nó tách biệt mảng Thái Bình Dương về phía tây với mảng Bắc Mỹ, mảng Rivera, mảng Cocos, mảng Nazca, và mảng Nam Cực. Nó kéo dài từ một điểm gần Nam Cực cho đến phía bắc của vịnh California thuộc bồn trũng của biển Salton, miền nam California.

## Tổng quan

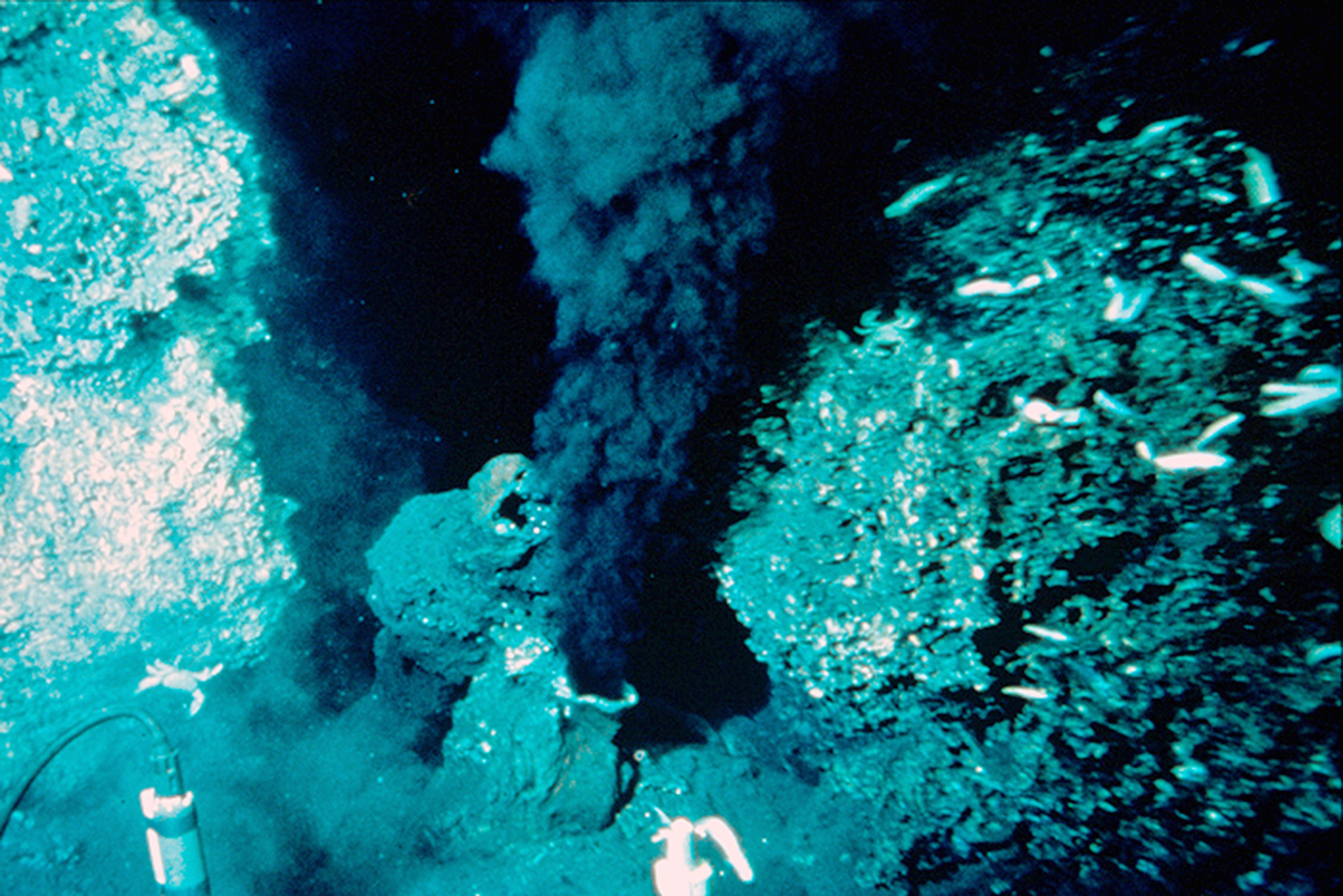
Đới nâng đông Thái Bình Dương, 21 độ vĩ bắc với cột "khói đen".

Vỏ đại dương đang chuyển động ra xa về hai phía từ đới nâng đông Thái Bình Dương. Phần mảng phía đông thì bị hút chìm dưới mảng Nam Mỹ và mảng Bắc Mỹ. Đai núi lửa chạy dọc theo dãy Andes và cung núi lửa xuyên qua trung Mỹ và México là kết quả trực tiếp của sự va chạm này. Bán đảo Baja California Peninsula được xem là một vỏ mới được hình thành từ đới nâng dưới dạng một loại vỏ chuyển tiếp (chưa được xác định rõ) nhưng cũng có thể trở thành một đới hút chìm.
Đới nâng đông Thái Bình Dương gặp đới nâng Chile tại đảo Easter và vi mảng Juan Fernandez ở phía đông nơi mà nó bị hút chìm bên dưới mảng Bắc Mỹ tại rãnh Peru - Chile chạy dọc theo bờ biển phía nam Chile. Đới nâng đông Thái Bình Dương kéo dài về phía nam (được gọi là sống núi Thái Bình Dương - Nam Cực) gắn vào sống núi nam Ấn Độ tại nối ba Macquarie nam New Zealand.
Dọc theo đới nâng đông Thái Bình Dương, các miệng phun nhiệt dịch được gọi là cột khói đen lần đầu tiên được phát hiện và đã được nghiên cứu trên phạm vi rộng. Các miệng phun nàu đang hình thành tích tụ quặng lưu huỳnh trên đáy đại dương. Một số loài vật lạ nước sâu cũng đã được tìm thấy ở đây. Đới nâng đông Thái Bình Dương kéo dài về phía nam là một trong những phần tách giãn nhanh nhất của hệ thống sống núi giữa đại dương trên Trái Đất.